# 奧本鎮區 (伊利諾伊州克拉克縣)
奧本鎮區（英語：Auburn Township）是位於美國伊利諾伊州克拉克縣的一個行政鎮區。

## 地方資料
根據2010年美國人口普查的數據，奧本鎮區的面積為41.00平方千米，當中陸地面積為40.80平方千米，而水域面積為0.20平方千米。當地共有人口235人，而人口密度為每平方千米5.73人。